# 아이콘 프로덕션스
아이콘 프로덕션스(영어: Icon Productions)는 미국의 영화 제작사이다. 1989년 멜 깁슨과 브루스 데이비가 설립하였다. 대부분의 다른 독립 제작사와 달리 개발 및 제작 비용의 대부분에 자금을 지원하여 창의성을 유지할 수 있도록 하고 있다.
2008년부터 2009년에 회사의 영국 지사가 매각되었다. 덴디 시네마스가 인수한 후 오스트레일리아에서만 영화 배급에 관여한 별도의 회사는 원래 로고를 사용하고 깁슨과 데이비가 여전히 소유하고 있는 회사는 아이콘 필름 디스트리뷰션이라는 이름으로 계속 운영되고 있다.